# Destroy All Humans!
 (juillet 2019).
Si vous disposez d'ouvrages ou d'articles de référence ou si vous connaissez des sites web de qualité traitant du thème abordé ici, merci de compléter l'article en donnant les références utiles à sa vérifiabilité et en les liant à la section « Notes et références ».
Pour le jeu de 2020, voir Destroy All Humans! (jeu vidéo, 2020).
Destroy All Humans! est un jeu vidéo de tir à la troisième personne sorti en 2005 sur Xbox et PlayStation 2. Il a été développé par Pandemic Studios et édité par THQ. Il met en scène un « furon » (une race extraterrestre) belliqueux du nom de Cryptosporidium-137 (Crypto) ayant pour mission d'asservir l'espèce humaine ainsi que de récupérer l'ADN de leur troncs cérébraux. Il est aidé dans sa tâche par Orthopox-13 (Pox) son supérieur hiérarchique qui lui donne ses objectifs de mission. Le jeu se déroule en 1959 aux États-Unis. Il fait honneur et parodie les séries B de science fiction de cette période. Il n'hésite également pas à tourner en dérision la paranoïa croissante de la menace rouge, l'URSS, ou aussi nommée Maccarthysme, dont le gouvernement se sert afin de dissimuler la présence et les actes de l'alien.
Le personnage, Crypto, aura diverses missions à accomplir dans les six mondes ouverts que le jeu propose: La Ferme des Grosnavets, Rockwell, Santa Modesta, la Zone 42, Union Town et Capitol City . Pour mener à bien ses objectifs, il aura la possibilité d'utiliser diverses armes destructrices, ses pouvoirs psychiques ou sa soucoupe volante. Comme dans un GTA, un niveau de recherche est présent, et plus il est élevé, plus les forces Terriennes seront belliqueuses envers notre personnage.
Chaque carte est composée de missions principales et annexes, qui permettront d'obtenir de L'ADN humain qui servira de monnaie pour améliorer les armes, les gadgets ou la soucoupe volante.

## Remake (2020)
Après avoir été absent de nombreuses années sur les consoles actuelles (PS4 et Xbox One) THQ, décide de proposer un remake de son Destroy All Humans! pour l'année 2020. Le remake reprend le jeu d'origine sorti en 2005 en y ajoutant des évolutions graphiques et de gameplay. Cette nouvelle version du jeu est disponible sur PC, Playstation 4 et Xbox One depuis le 28 juillet 2020.